# Sumbasolfågel
Sumbasolfågel (Cinnyris buettikoferi) är en fågel i familjen solfåglar inom ordningen tättingar.

## Utseende och läte
Hane sumbasolfågel är en distinkt långnäbbad solfågel glänsande purpurblå strupe, gult på bröst och buk samt en diagnostisk orangefärgad fläck på bröstet. Honan är olivgrå med gult ögonbrynsstreck och mattgul undersida. Honan har tunnare och längre näbb än hona brunstrupig solfågel och skiljer sig dessutom på det gula ögonbrynsstrecket. Sången är mycket ljus och böljande. Bland lätena hörs ett "tzit" och ett "tew" samt upprepade "weet-weet-weet..."

## Utbredning och systematik
Fågeln förekommer i låglänta områden på Sumba i västra Små Sundaöarna. Den behandlas som monotypisk, det vill säga att den inte delas in i några underarter.

## Levnadssätt
Sumbasolfågeln hittas i öppna skogar, skogsbryn och plantage i låglänta områden och låga bergstrakter. Den ses vanligen enstaka eller i par.

## Status
Arten har ett begränsat utbredningsområde, men beståndet anses vara stabilt. IUCN kategoriserar arten som livskraftig.

## Namn
Fågelns vetenskapliga artnamn hedrar den schweiziske Johann Büttikofer (1850-1927).